# Jaśkowice (gromada)
Jaśkowice – dawna gromada, czyli najmniejsza jednostka podziału terytorialnego Polskiej Rzeczypospolitej Ludowej w latach 1954–1972.
Gromady, z gromadzkimi radami narodowymi (GRN) jako organami władzy najniższego stopnia na wsi, funkcjonowały od reformy reorganizującej administrację wiejską przeprowadzonej jesienią 1954 do momentu ich zniesienia z dniem 1 stycznia 1973, tym samym wypierając organizację gminną w latach 1954–1972.
Gromadę Jaśkowice z siedzibą GRN w Jaśkowicach (obecnie w granicach Orzesza) utworzono – jako jedną z 8759 gromad na obszarze Polski – w powiecie pszczyńskim w woj. stalinogrodzkim, na mocy uchwały nr 21/54 WRN w Stalinogrodzie z dnia 5 października 1954. W skład jednostki weszła wieś Jaśkowice, stanowiąca obręb Jaśkowice w zniesionej gminie Orzesze w tymże powiecie.
13 listopada 1954 (z mocą obowiązująca wstecz od 1 października 1954) gromada weszła w skład nowo utworzonego powiatu tyskiego w tymże województwie, gdzie ustalono dla niej 16 członków gromadzkiej rady narodowej.
20 grudnia 1956 województwo stalinogrodzkie przemianowano (z powrotem) na katowickie.
31 grudnia 1961 gromadę Jaśkowice zniesiono, a jej obszar włączono do osiedla Orzesze w tymże powiecie.